# GPR173
GPR173 (англ. G protein-coupled receptor 173) — білок, який кодується однойменним геном, розташованим у людей на X-хромосомі. Довжина поліпептидного ланцюга білка становить 373 амінокислот, а молекулярна маса — 41 481.
| 10         |  | 20         |  | 30         |  | 40         |  | 50         |
| ---------- |  | ---------- |  | ---------- |  | ---------- |  | ---------- |
| MANTTGEPEE |  | VSGALSPPSA |  | SAYVKLVLLG |  | LIMCVSLAGN |  | AILSLLVLKE |
| RALHKAPYYF |  | LLDLCLADGI |  | RSAVCFPFVL |  | ASVRHGSSWT |  | FSALSCKIVA |
| FMAVLFCFHA |  | AFMLFCISVT |  | RYMAIAHHRF |  | YAKRMTLWTC |  | AAVICMAWTL |
| SVAMAFPPVF |  | DVGTYKFIRE |  | EDQCIFEHRY |  | FKANDTLGFM |  | LMLAVLMAAT |
| HAVYGKLLLF |  | EYRHRKMKPV |  | QMVPAISQNW |  | TFHGPGATGQ |  | AAANWIAGFG |
| RGPMPPTLLG |  | IRQNGHAASR |  | RLLGMDEVKG |  | EKQLGRMFYA |  | ITLLFLLLWS |
| PYIVACYWRV |  | FVKACAVPHR |  | YLATAVWMSF |  | AQAAVNPIVC |  | FLLNKDLKKC |
| LRTHAPCWGT |  | GGAPAPREPY |  | CVM        |  |            |  |            |

A: Аланін

C: Цистеїн

D: Аспарагінова кислота

E: Глутамінова кислота

F: Фенілаланін

G: Гліцин

H: Гістидин

I: Ізолейцин

K: Лізин

L: Лейцин

M: Метіонін

N: Аспарагін

P: Пролін

Q: Глутамін

R: Аргінін

S: Серин

T: Треонін

V: Валін

W: Триптофан

Кодований геном білок за функціями належить до рецепторів, g-білокспряжених рецепторів, білків внутрішньоклітинного сигналінгу. 
Локалізований у клітинній мембрані, мембрані.